# Ixone Sádaba
Ixone Sádaba Fernández (Bilbao, Vizcaya, 17 de abril de 1977) es una fotógrafa española. 

## Biografía
Licenciada en Bellas Artes por la Universidad del País Vasco en el año 2000 —tras lo cual trabajó durante un año y medio en publicidad para despejarse de sus estudios—, forma parte de una generación de artistas que comenzaron a destacar en los primeros años del siglo XXI. Su principal medio de expresión es la fotografía, que ha acompañado de performances y de instalaciones artísticas. En sus obras a menudo ha analizado su mundo introspectivo sirviéndose de lugares que pasan a ser escenarios alejados de la realidad, con carácter prácticamente virtual, y ha tratado de explorar los límites del individuo, así como la naturaleza violenta de la humanidad y los conflictos identitarios de las personas. Por esa razón, el cuerpo representado de manera enérgica o violenta es un elemento recurrente de su obra.
Complementó su formación en la Universidad Antonio de Nebrija en Madrid en 2001 y en el Postgraduate Program del Internacional Center of Photography de Nueva York en 2005, así como con un doctorado en la londinense Goldsmiths University. Sádaba reside en Londres, pero ha expuesto su trabajo internacionalmente en lugares como el Museo Guggenheim de Bilbao, el Museo Nacional Centro de Arte Reina Sofía de Madrid, el MoCCa Contemporary Art Museum de Toronto y el Contemporary Arts Center de Nueva Orleans. En 2010 fue galardonada con el premio Generaciones 2011 por su proyecto La nuit américaine, el cual realizó a lo largo de varios viajes en 2008 y 2009 a la ciudad iraquí de Halabja y en el que retrata lugares y algunas personas de la ciudad para representar su vida cotidiana cuando llega la noche a su país en guerra, con imágenes alejadas de las habituales fotografías realizadas para los medios de comunicación en los conflictos bélicos.
En 2021 es premiada con el ‘Premio Comunidad de Madrid Estampa 2021’ por sus obras ‘Masa informada/Masa deformada/Masa conformada.

## Proyectos
- Citerón
- Phlegmoné
- The expulsion from Paradise (2006)
- Poétique de la disparition (2007)
- Leviathan (2008)
- La nuit américaine (2009)
- Following the history of representation (2010)
- Shipwreck with spectator (2011)
- Gulala (Anfal)
- Not unfaithful to the spirit of the thing